# Thinobius caseyi
Thinobius caseyi är en skalbaggsart som först beskrevs av Notman 1921.  Thinobius caseyi ingår i släktet Thinobius och familjen kortvingar. Inga underarter finns listade i Catalogue of Life.